# Partie bornée d'un espace vectoriel topologique
Pour les articles homonymes, voir Partie bornée.
En analyse fonctionnelle et dans des domaines mathématiques reliés, une partie d'un espace vectoriel topologique est dite bornée (au sens de von Neumann) si tout voisinage du vecteur nul peut être dilaté de manière à contenir cette partie. Ce concept a été introduit par John von Neumann et Andreï Kolmogorov en 1935.
Les parties bornées sont un moyen naturel de définir les topologies polaires (en) (localement convexes) sur les deux espaces vectoriels d'une paire duale.

## Définition
Une partie B d'un espace vectoriel topologique E est dite bornée si pour tout voisinage V du vecteur nul, il existe un scalaire α tel que B soit incluse dans l'ensemble, noté αV, des vecteurs de la forme αx avec x dans V.

## Exemples et contre-exemples
- Toute partie finie est bornée.
- Les termes d'une suite de Cauchy forment une partie bornée, mais pas ceux d'une suite généralisée de Cauchy.
- Toute partie relativement compacte d'un e.v.t. est bornée. Si l'espace est muni d'une topologie polaire faible, la réciproque est vraie.
- Un sous-espace vectoriel non nul d'un e.v.t. séparé n'est jamais borné.

## Propriétés
- Si le corps topologique de base est valué et non discret (typiquement : si c'est le corps des réels), une partie B de E est bornée si et seulement si :

- Si l'e.v.t. E est localement convexe, i.e. si sa topologie est définie par une famille (pi)i∈I de semi-normes, une partie B de E est bornée au sens ci-dessus si et seulement si elle est bornée pour chaque pi, c'est-à-dire si pour tout indice i, il existe un réel Mi tel que {\displaystyle \forall x\in B,\quad p_{i}(x)\leq M_{i}}. En particulier si E est un espace vectoriel normé, B est bornée au sens ci-dessus si et seulement si elle est bornée pour la norme.
- Toute partie précompacte d'un e.v.t. séparé est bornée.
- L'adhérence d'une partie bornée est bornée.
- Dans un espace localement convexe, l'enveloppe convexe d'une partie bornée est bornée. (Sans l'hypothèse de convexité locale, c'est faux : par exemple les espaces Lp pour 0 < p < 1 n'ont pas d'ouverts convexes non triviaux.)
- Toutes les homothétiques, translatées, réunions finies et sommes finies de parties bornées sont bornées.
- Si un opérateur linéaire est continu alors il est borné, c'est-à-dire qu'il envoie toute partie bornée sur une partie bornée. La réciproque est vraie si l'espace de départ est pseudo-métrisable.
- Un espace localement convexe est semi-normable si et seulement s'il est localement borné, i.e. s'il possède un voisinage borné de 0.
- L'ensemble polaire d'une partie bornée est absolument convexe (en) et absorbant.

## Espace bornologique
À ne pas confondre avec un espace vectoriel bornologique.

### Définition
Un espace localement convexe E sur le corps des réels ou des complexes est dit bornologique si toute partie convexe équilibrée M de E qui absorbe les parties bornées B de E (i.e., qui est telle qu'il existe α > 0 tel que λM ⊃ B pour |λ| ≥ α) est un voisinage de 0 dans E.
Une définition équivalente est la suivante :
Soit {\displaystyle E[{\mathfrak {T}}]} un espace localement convexe (où {\displaystyle {\mathfrak {T}}} désigne la topologie localement convexe de cet espace) et considérons la topologie localement convexe {\displaystyle {\mathfrak {T}}^{\prime }} la plus fine qui a les mêmes bornés dans E que {\displaystyle {\mathfrak {T}}}. Alors {\displaystyle E[{\mathfrak {T}}]} est bornologique si (et seulement si) {\displaystyle {\mathfrak {T}}={\mathfrak {T}}^{\prime }}.

### Propriétés
- Une limite inductive d'espaces bornologiques est un espace bornologique.
- Un espace quotient d'un espace bornologique est bornologique (en revanche, un sous-espace fermé d'un espace bornologique n'est pas nécessairement bornologique).
- Un espace vectoriel semi-normé est bornologique.
- Un espace localement convexe métrisable est bornologique.
- Un espace bornologique semi-complet est limite inductive d'espaces de Banach (car il est ultrabornologique : voir infra). En particulier, un espace de Fréchet est limite inductive d'espaces de Banach.
- Un produit dénombrable d'espaces bornologiques est bornologique.
- Le dual fort d'un espace de Fréchet réflexif est bornologique (et tonnelé).
- Le dual fort d'un espace bornologique est complet.
- Un espace localement convexe E est bornologique si et seulement si tout opérateur linéaire borné de E dans un autre espace localement convexe est continu.
- Tout opérateur linéaire séquentiellement continu d'un espace bornologique dans un autre espace localement convexe est borné.

### Exemples
- L'espace de Schwartz S(ℝn) des fonctions déclinantes sur ℝn est un espace de Fréchet, donc est bornologique.
- Soit Ω un ouvert non vide de ℝn ou, plus généralement, une variété différentielle de dimension finie paracompacte, et ℰ(Ω) l'espace des fonctions indéfiniment dérivables dans Ω. Cet espace est bornologique, car c'est un espace de Fréchet.
- Soit Ω comme ci-dessus et {\displaystyle {\mathcal {D}}\left(\Omega \right)} l'espace des fonctions indéfiniment dérivables à support compact inclus dans Ω, muni de l'habituelle topologie limite inductive stricte d'une suite d'espaces de Fréchet. Cet espace est bornologique.
- Soit K un sous-ensemble compact de ℂn et {\displaystyle {\mathcal {O}}\left(K\right)} l'espace des germes des fonctions analytiques dans un voisinage ouvert de K. Cet espace est bornologique, car il est limite inductive d'espaces de Fréchet.

## Espace ultrabornologique

### Définition
Un espace localement convexe séparé E sur le corps des réels ou des complexes est dit ultrabornologique si toute partie convexe de E qui absorbe les parties convexes, équilibrées, bornées et semi-complètes de E est un voisinage de 0 dans E.

### Propriétés
Un espace ultrabornologique est bornologique et tonnelé.
Un espace bornologique et semi-complet est ultrabornologique. En particulier, un espace de Fréchet est ultrabornologique.
Pour qu'un espace localement convexe séparé soit ultrabornologique, il faut et il suffit qu'il soit limite inductive d'une famille d'espaces de Banach. Par conséquent (par transitivité des limites inductives), la limite inductive séparée d'une famille d'espaces ultrabornologiques est ultrabornologique.

## Généralisation
Si M est un module topologique (en) sur un anneau topologique R, une partie B de M est dite bornée si pour tout voisinage V du vecteur nul de M, il existe un voisinage w du scalaire nul de R tel que wB soit inclus dans V.